# NGC 5384
NGC 5384 este o liner situată în constelația Fecioara. A fost descoperită în 8 mai 1864 de către Albert Marth.